# Bernhard von Friesen
Bernhard Maximilian Freiherr von Friesen (* 29. Mai 1825 in Frankenthal; † 4. Oktober 1889 in Blasewitz) war ein deutscher Verwaltungsbeamter, Rittergutsbesitzer und Parlamentarier.

## Leben
Bernhard von Friesen studierte Rechtswissenschaften an der Universität Leipzig. 1847 wurde er Mitglied des Corps Misnia Leipzig. Noch im selben Jahr schloss er sich dem Corps Guestphalia Leipzig an. Nach dem Studium trat er in den preußischen Staatsdienst ein. Er war Landrat und Rittergutsbesitzer in Dortmund. Friesen gehörte 1856 als Vertreter der Fürsten von Sayn-Wittgenstein-Hohenstein dem Provinziallandtag der Provinz Westfalen an. Beim preußischen Militär erreichte er den Dienstgrad Rittmeister.